# Mobile Security Division
Die Mobile Security Division (MSD; deutsch Mobile Sicherheitsabteilung) ist eine taktische Spezialeinheit des Sicherheitsdienstes des US-amerikanischen Außenministeriums Diplomatic Security Service.

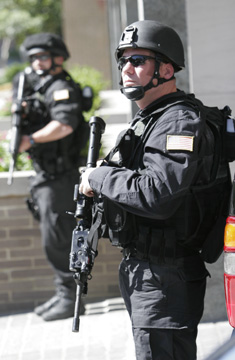
Special Agents der Mobile Security Division

## Aufgaben
„The Ninjas“, wie die rund um die Uhr einsatzbereite Einheit scherzhaft genannt wird, besteht aus taktischen Spezialisten, die zum Schutz von Angehörigen der US-Regierung im In- und Ausland eingesetzt werden. Einsätze bei Geiselnahmen und Terroranschlägen gehören ebenso zum Einsatzspektrum der Mobile Security Division wie der Schutz und die Evakuierung von US-Bürgern aus Krisengebieten. Auch Ausbildung und Training von Sicherheitspersonal im Ausland zählen zu den Aufgaben der MSD.
Die Mobile Security Division mit Sitz in Dunn Loring besteht aus elf Teams von je sechs Mann, die einsatzspezifisch zusammengestellt werden:
- Als Mobile Training Teams (MTT) führen sie Trainings und Kurse für örtliche Polizei- und Sicherheitskräfte sowie United-States-Marine-Corps-Sicherheitspersonal und ausländische Armeeangehörige durch. Zusätzlich hat die MSD ein umfassendes Ausbildungsmodul im Bereich Überwachungstechnik wie auch ein Lehrprogramm über chemische und biologische Kriegführung entwickelt, das im In- und Ausland unterrichtet wird.
- Zu sogenannten Security Support Teams (SST) formiert, werden MSD-Beamte auch bei Angriffen auf US-Botschaften oder Drohungen gegen deren Personal eingesetzt, da sie innerhalb einiger Stunden nach der Alarmierung einsatzbereit sein können.
- Als Tactical Support Teams (TST), das in den frühen 1990er-Jahren ins Leben gerufen wurden, ist die Mobile Security Division mit Personenschutzaufgaben betraut, beispielsweise als Begleitung des Außenministers

Die Mobile Security Division arbeitet eng mit anderen Behörden zusammen, so zum Beispiel dem Secret Service, den Fleet Antiterrorism Security Teams des US Marine Corps, dem FBI oder örtlichen Polizeikräften im In- und Ausland.

## Ausbildung
MSD-Beamte werden aus den Reihen erfahrener DSS-Mitarbeiter rekrutiert. Nach einem rigorosen Auswahlverfahren durchlaufen die Anwärter ein umfangreiches sechsmonatiges Trainingsprogramm am Diplomatic Security Training Center (DSTC) in Maryland, wo Waffenkunde, Fahrtraining, Navigation, Präzisionsschießen, Erste Hilfe und andere taktische Fähigkeiten unterrichtet werden.
Zusätzlich zum internen Training besuchen MSD-Beamte verschiedene staatliche und private Ausbildungs- und Schulungsanlagen, wo in mehrwöchigen Kursen Nahkampf, Defensivtaktik, Waffenhandhabung, Präzisionsschießen, Close Quarters Battle (Häuserkampf und taktische Innensicherung von Gebäuden) und Geiselbefreiung erlernt werden. Die Abschlussphase des Trainings umfasst ein realistisches Geiselnahmeszenario und eine Personenschutzübung mit örtlichen Statisten.

## Ausrüstung
Material, Waffen und Kommunikationssysteme der Mobile Security Division sind immer auf dem neusten Stand der Technik. Ihre Uniformen bestehen aus dunkelblauen Kampfanzughosen im Stil der SWAT-Einheiten, blauen Polo-Shirts mit dem DSS-Logo auf der Brust, leichten taktischen Stiefeln verschiedener Hersteller, Kevlarhelmen, Schutzbrillen, ballistischen Westen, Gasmasken, Funkgeräten mit Ohrhörer und Kehlkopfmikrofon, Erste-Hilfe-Taschen, Einsatzwesten und Camelbak-Trinksystemen. Zusätzlich nutzen die MSD-Beamten Nachtsichtgeräte und das GPS-Navigationssystem.

## Bewaffnung
Standardwaffe der Mobile Security Division ist die HK53 A5N von Heckler & Koch mit ausziehbarer Schulterstütze, Navy-Abzugsgruppe (siehe Rollenverschlusswaffen von Heckler & Koch#Feuerwahlschalter) und 30-Schuss-Magazin, das wahlweise durch ein 100-Schuss-Trommelmagazin ersetzt werden kann. Diese Waffe wird geschätzt, weil sie trotz ihres kompakten Formates Sturmgewehr-Munition mit Kaliber 5,56 × 45 mm NATO verschießt.
Die Palette automatischer Waffen im Arsenal der MSD wird durch die MP5 und MP5K PDW (Personal Defense Weapon) von Heckler & Koch, sowie die Uzi von Israel Military Industries im Kaliber 9-mm-Parabellum abgerundet. Des Weiteren wird die Vorderschaftrepetierflinte Remington 870 im Kaliber 12 eingesetzt. Sie dient hauptsächlich dem Verschießen von nicht-tödlicher Munition wie beispielsweise Gummigeschossen oder sogenannten Bean Bags, wird aber mit Schrot- bzw. Flintenlaufmunition beladen auch zum Aufschießen verschlossener Türen benutzt. Alle Gewehre sind mit Surefire-Lampen, einige davon zusätzlich mit ACOG-Zielfernrohren bestückt. Jeder MSD-Beamte trägt außerdem eine Dienstpistole der Marke SIG Sauer P228 im Kaliber 9×19 mm mit 13-Schuss-Magazin im Holster. Neben Pfefferspray und Teleskopschlagstock kommen auch Blendgranaten (Flashbangs) zum Einsatz.

## Einsätze
Die Mobile Security Division wurde unter anderem in Krisenregionen wie Bosnien und Liberia zum Schutz von US-Einrichtungen eingesetzt und war sowohl bei der Verhaftung des Terrorverdächtigen Ramzi Ahmed Yousef im Zusammenhang mit dem Bombenanschlag auf das World Trade Center 1993, als auch an den Folgeeinsätzen nach den Bombenanschlägen auf eine Kaserne der US-Armee in Dhahran im Juni 1996 sowie die US-Botschaften in Tansania und Kenia im August 1998 beteiligt.